# Sonata per la Grand Viola
La Sonata per la Grand Viola (op. 35, MS 70) è una composizione per viola e orchestra di Niccolò Paganini, scritta ed eseguita per la prima volta a Londra nell'aprile 1834.
Questa sonata è frutto del particolare interesse sviluppato da Paganini per la viola (in particolar modo, per le viole sonore e di grandi dimensioni), che lo porterà anche a commissionare una composizione per viola e orchestra a Hector Berlioz (il quale scriverà per lui l'Aroldo in Italia).
Si tratta di una sonata per viola e orchestra dal carattere particolarmente virtuosistico, nel tipico stile di Paganini. La composizione è strutturata in un unico movimento che si articola in tre sezioni:
- Introduzione: Larghetto - Recitativo a piacere
- Cantabile: Andante sostenuto
- Tema con Variazioni (tema, tre variazioni e coda)

La sonata inizia con un'introduzione in tonalità minore dal carattere drammatico, seguita da un recitativo e da un cantabile. La viola espone successivamente un tema in do maggiore, al quale seguono tre difficili variazioni virtuosistiche e una coda conclusiva.
L'organico prevede, oltre alla viola solista, un'orchestra formata da due flauti, due oboi, due clarinetti, fagotto, due corni (in do), due trombe (in do), tre tromboni, timpani, grancassa, piatti e archi (violini I e II, viole, violoncelli e contrabbassi). Lo stesso Paganini ha realizzato una riduzione per viola e chitarra.
La sonata per la Grand Viola è stata registrata da numerosi esecutori. Salvatore Accardo l'ha eseguita per la EMI suonandola su una "controviola" a cinque corde, costruita appositamente da Francesco Bissolotti nel 2005 (in base alla congettura che Paganini disponesse di un simile strumento, forse commissionato al liutaio forlivese Francesco Borghi).